# Broken Hill
Broken Hill egy város Ausztráliában, Új-Dél-Wales állam nyugati részén, Dél-Ausztrália határa közelében. A mai napig meghatározó bányaváros, amelynek környezete sivatagos terület és porviharokról ismert. A várost vörös talaj, bozótos síkság veszi körül. A nyár száraz és forró, a téli hónapokban viszont éjszaka fagypont alá süllyedhet a hőmérséklet. Az átlagos csapadékmennyiség mindössze 235 mm.
Broken Hill a világ egyik leggazdagabb ezüst-, ólom- és cinkérc-lelőhelyén fekszik. Elismertségét virágzó bányászvárosként alapozta meg. 2015-ben a leghosszabb ideje működő bányaváros címmel felkerült a nemzeti örökségi listára. A várost a ’Silver City’, vagyis az ezüst város névvel is szokás említeni, amelyet történelmileg Ausztrália egyik „boomtown”-jának tartanak, ami annyit jelent, hogy egykor gyors növekedésen és fellendülésen ment keresztül.
A legközelebbi jelentősebb város Mildura (298 km-re délre), a legközelebbi milliós nagyváros pedig Adelaide (514 km-re délnyugatra). Broken Hill-től Sydney 1152 km-re keletre van.
Broken Hill ugyan Új-Dél-Wales államban fekszik, de az állam többi részétől eltérően itt a Dél-Ausztráliában és az Északi Területen lévő időzónát vezették be. Ennek ok az volt, hogy a Broken Hill egyetlen közvetlen vasúti összeköttetése először Adelaide-del volt, nem pedig Sydney-vel, emiatt sokkal jobban kötődött Dél-Ausztrália államához. A várost még a postai díjak és a telefonköltségek szempontjából is Dél-Ausztrália részének tekintik.

## Népesség
A korábban virágzó bányászvárosban a bányászati üzemek bezárása és konszolidációja miatt az 1970-es évek óta folyamatosan csökken a város lakossága. Azonban 1907-ben Sydney után Broken Hill volt a második legnagyobb város egész Új-Dél-Wales államban, akkor kétszer annyian lakták, mint jelenleg. Az ausztrál statisztikai hivatal adatai szerint 2021-ben 17456 lakosa volt, az átlagéletkor (medián) 44 év. A felmérés szerint az eredetet tekintve 43.1% ausztrál, 37.8% angol, 9.3% ausztrál őslakos (aboriginal), 9.0% ír, 8.6% skót származásúnak vallotta magát (lehetőség volt 2 származás megjelölésére is). Broken Hill lakosainak 86.0%-a született Ausztráliában. A meghatározó foglalkoztatási ágak közül a bányászat (ezüst-ólom-cink érc) területen 514 fő foglalkoztatott volt nyilvántartva, de ennél 4 fővel többen dolgoztak az egészségügyben (518 fő).
| Év   | Népesség |
| 2001 | 19753    |
| 2006 | 18854    |
| 2011 | 18430    |
| 2016 | 17589    |
| 2021 | 17456    |

## Története
A régióban az európaiak megérkezése előtt őslakosok éltek, de az állandó víz hiánya miatt inkább vándoroltak, minthogy a terület állandó lakói lettek volna. Thomas Mitchell őrnagy és felfedező volt az első európai, aki 1835-ban elérte a helyet. Majd 1844-ben Charles Sturt az expedíciója során a környéken beltengert keresett és áthalad a térségen. Sturt naplójában „töredezett hegyről” írt (amely úgy tűnt neki, mintha egy törés lenne benne), innen származik a város neve, mivel a „broken hill” lefordítva törött/töredezett hegyet jelent. 1883-ban Charles Rasp, a Mount Gipps állomás határlovasa felfedezte, hogy a „tört dombon” ónlelőhelyeket talált. Később kiderült, hogy a világ legnagyobb ismert ezüst-ólom-cink lelőhelyére bukkant. Az érctelepet később Line of Lode néven vált ismertté. 1885-ben egy szindikátus létrehozta a Broken Hill Proprietary Company (BHP) bányászati céget, mivel gazdag ezüstércet találtak. Ezzel elkezdődött a bányászati tevékenység.1888-ban Broken Hillt önkormányzattá nyilvánították, továbbá a helyiek megalakították a Silverton Tramway Company-t, és megépítették a vasútvonalat a dél-ausztrál határig. Ebben az időben egy tipikusan kaotikus bányászváros volt, egy korabeli leírás szerint: az Argent street (főutca) egy hatalmas porhalom volt, tele szállodákkal, koszos irodákkal és szalonokkal. Az egészségtelen körülmények, az ólommérgezés, valamint a tífusz és a vérhas okozta halálesetek mindennaposak voltak. A kezdeti nehézségek ellenére Broken Hill lakossága 1891-re meghaladta a 20 000 főt.

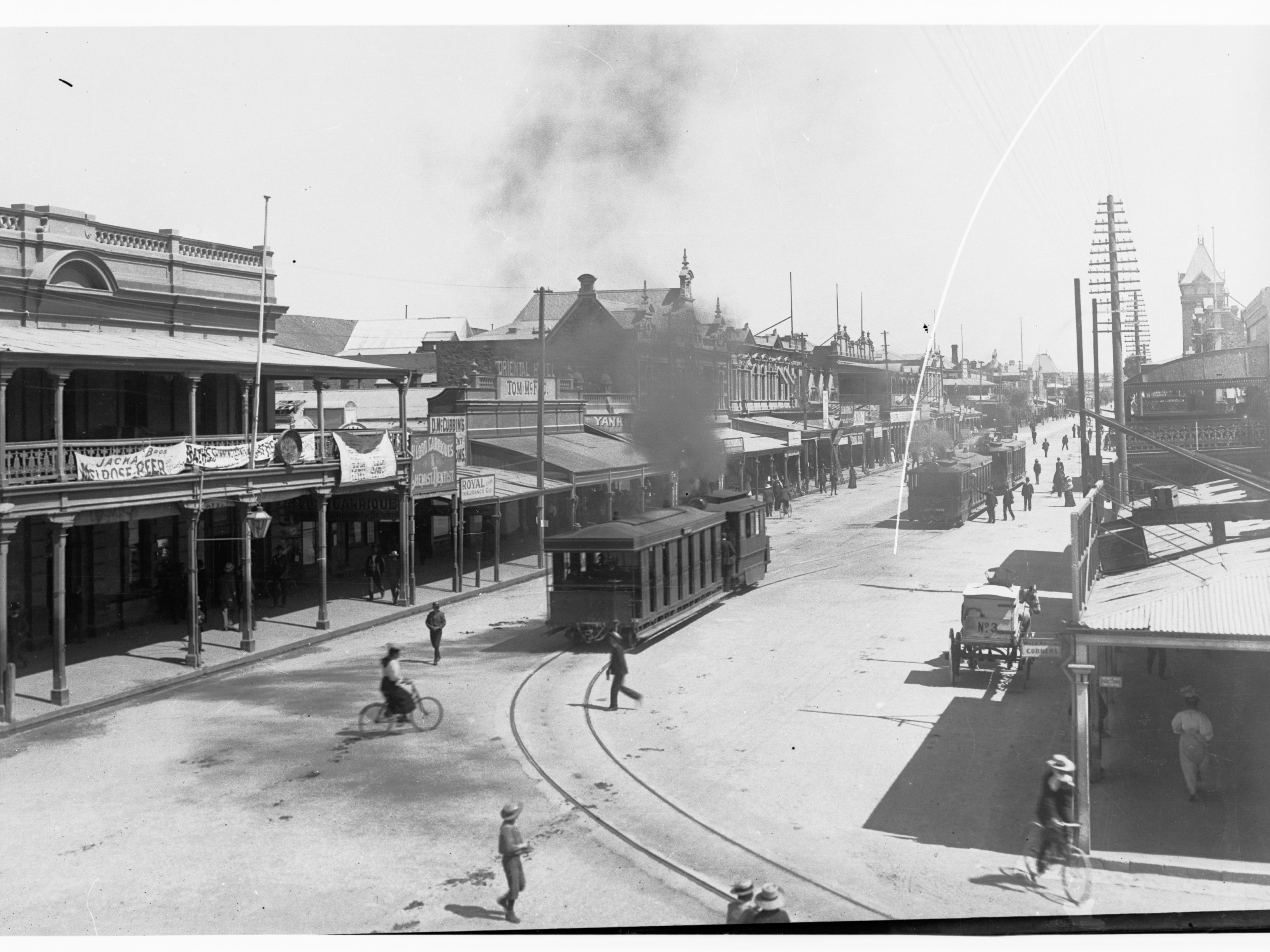
Argent Street (főutca a a múlt század elején)

Az 1890-es években több polgári épület, rendőrőrs, bíróság, posta és iskolák épültek. 1892-ben megépült a Stephens Creek-i víztározó és a vízhálózat. A bányászok körülményei azonban továbbra is rosszak voltak, több száz ember halt meg a bányákban. A századfordulón 27 000 ember élt és dolgozott Broken Hillben, a városnak 60 engedélyezett szállodája volt. Az első gőzvillamos a főutcán 1902-ben kezdett el közlekedni és egészen 1926-ig üzemelt. Broken Hill lakossága 1905-ben elérte a 30 000 főt. 1894-1913 között több mint 360 ember halt meg a bányákban. Az 1890-es évektől a munkások több alkalommal sztrájkoltak, 1909-1921 között folyamatosan voltak sztrájkok. Broken Hill 1907-ben kapott városi rangot. A népessége 1915-re elérte a 35 000 főt. Az 1919-1920-as nagy sztrájk 18 hónapig tartott, amely biztosította a bányaipari munkások jogainak és körülményeinek elismerését. Sydneyből 1927-ben érkezett meg az első vonat, ekkorra épült meg a vasútvonal. A gazdasági világválság alatt, 1932-ben itt is megnőtt a munkanélküliek száma és sok egyedülálló férfit kilakoltatnak a panziókból, akik a városi erőmű helyén nyomortanyákat vertek. Mivel a porviharok továbbra is megkeserítették az emberek életét, ezért 1936-1937-ben Albert Morris helyi botanikus irányításával faültetési kampány indult, amely eredményeképpen a város körül zöldellő rezervátumot hoztak létre,1991-ben a National Trust tájképvédelmi területnek minősített. 
1942-ben egy lőszeripari üzemet létesítettek, ahol a második világháború végéig 637 606 orrkúpot gyártottak a lövedékekhez. A háború alatt a Broken Hill-i börtönben egy speciális acélbetétes páncélteremben helyezték el a nemzett aranytartalékot, illetve az ott tárolt brit és holland jegybanki aranykészletet csak a háború után szállították el. 1952-ben 109 km hosszú csővezetéket építettek, hogy megbízható vizet juttassanak Broken Hillbe a Menindee-tavakból. Majd 1960-ban megépítették a Menindee Lakes Storage Scheme (Menindee-tavak tárolási rendszere) létesítményt, amely folyamatos vízellátást biztosít. A Broken Hill School of the Air 1956-ban nyílt meg, amivel a távoli területeken élők oktatását oldják meg. A környék több film forgatási helyszíneként szolgált, 1970-ben a Félelemben élni (Wake in Fright) című filmet itt forgatták, az egyedülálló filmforgatási helyszín miatt felfigyeltek a területre.1970-ben megnyílt a Sydney és Perth közötti transzkontinentális vasútvonal. A várostól 9 km-re található Élő Sivatag Menedékhely (2400 hektáros rezervátum), amely magába foglalja a meglévő Szobrászati parkot (12 homokkőszobor) 2002-ben nyílt meg. Ebben az évben a Perilya átvette a Broken Hill-i bánya üzemeltetését.

## A város jelenlegi helyzete, látnivalók
Jelenleg Broken Hill Új-Dél-Wales távoli nyugati részének fő központja, ahol minden modern kényelmi szolgáltatás megtalálható. Broken Hillt a vasútvonal és a hatalmas mullock-halom (a bányákból származó hulladékanyag) osztja fel északi és déli részre.  Broken Hillben van egy közösségi főiskola, kórház, több üzlet és szállodák. Itt található a Royal Flying Doctor Service klinikája (orvosi ellátás repülővel) és a School of the Air (amely rádión keresztül tart iskolai órákat a hátországban élő gyerekeknek). A vizet egészen a Darling folyóból (110 km távolságból) szivattyúzzák. A város regenerációs területeket alakított ki maga körül – őshonos növényzetet telepítettek a lepusztult talajra, hogy megállítsák az egykor bányászatra használt földekről származó homok veszélyét. Broken Hill-ben a mai napig működik a börtön és javítóintézet, ami egy közepes és minimális biztonságú létesítmény férfi és női elítéltek számára. A háború alatt ebben őrizték az aranykészleteket.
A város központja az Argent Street és környéke. Számos utcát fémekről, ásványokról és vegyületekről neveztek el, például ezüst, berill, szulfid, klorid, kobalt. Más utcákat a városi vezetőkről és bányászati tisztviselőkről neveztek el. Broken Hill nevezetes épületeinek többsége az Argent Street-en található, a korai időkre emlékeztetnek a történelmi épületek jelenléte:
- Postahivatal: Az Argent és a Chloride utca sarkán található vörös téglaépület (1890-1892)
- Városháza: A postahivatal mellett, díszes építésű városháza (1890-91)
- A rendőrőrs: egyszerű viktoriánus középület (1890)
- Műszaki Főiskola: nagy, íves ablakokkal és díszes bejárattal (1900-01)
- Bírósági épület: stukkózott téglából építették (1889)
- Palace Hotel: háromemeletes épület hosszú verandákkal (1889)
- Kereskedelmi csarnok (Trades Hall): díszes homlokzat, ólomüveg ablakok (1898-1905)
- Sulphide Street Railway & Historical Museum: A régi vasútállomást 1970-ben bezárták, ma már múzeum
- Afgán mecset: Ausztrália első mecsete (1891)
- Albert Kersten Bányászati és Ásványtani Múzeum: régi kőépült (1892)[3]

- Argent street, főutca
- A posta épülete
- Régi városháza
- Trades hall (Kereskedelmi csarnok)
- Victoria Park - Broken Hill Hotel
- Műszaki főiskola
- C.P Peoples Chemist, gyógyszertár

A Broken Hill Solar Plant egy Broken Hill-től 7 km-re nyugatra található napelempark, amely, 2015 decemberében kezdte meg működését. Az 53 MW-os naperőmű évente körülbelül 126 000 megawattóra (MWh) megújuló villamos energiát termel.

#### Bányaipar
A bányamező Ausztrália egyik legnagyobb ásványkincse, amely hatalmas mennyiségű ércet termel Ausztrália, a 21. század elején a világ legnagyobb ólomexportőre volt és Broken Hillből termelte ki a legtöbb ólmot. A nyers ércet a városban őrlik; az ólomkoncentrátumot ezután finomításra Port Pirie-be (Dél-Ausztrália) szállítják. Az olvasztásra és finomításra szánt cinkkoncentrátumokat vasúton Cockle Creekbe vagy Port Pirie-be szállítják. A BHP (Broken Hill Proprietary) vállalat óta összesen 14 különböző bányavállalat működött Broken Hill-ben. A bányaipar 1952-es csúcspontján 6500 embert foglalkoztatott egy 7,5 km hosszú és 250 m széles érctest mentén. A mai bányászat teljesen gépesített, a különböző bányatúrákon és a turisták számára elérhető bányászati múzeumokban bemutatják a technikákat. A Junction Mine bánya 1972-ig működött. Ma nyitva áll a látogatók előtt. A Browne-akna, a malom és más építmények is megtekinthetők a helyszínen.
Több mint 130 évnyi, 300 millió tonnás ásványkincsbányászat után a 7,5 km hosszú, 1,6 km mély Line of Lode még mindig kiszolgálja a bányászatot, így Broken Hill a világ egyik leghosszabb ideje folyamatosan működő bányavárosa. Jelenleg az üzemeltető nagy hatékonyságú, föld alatti gépesített tömegbányászatot alkalmaz.
A bányászati tevékenységből adódóan az ólommal szennyezett szálló por miatt főleg a gyermekek ólomterhelése a mai napig egészségügyi problémát jelent.

## Közlekedés

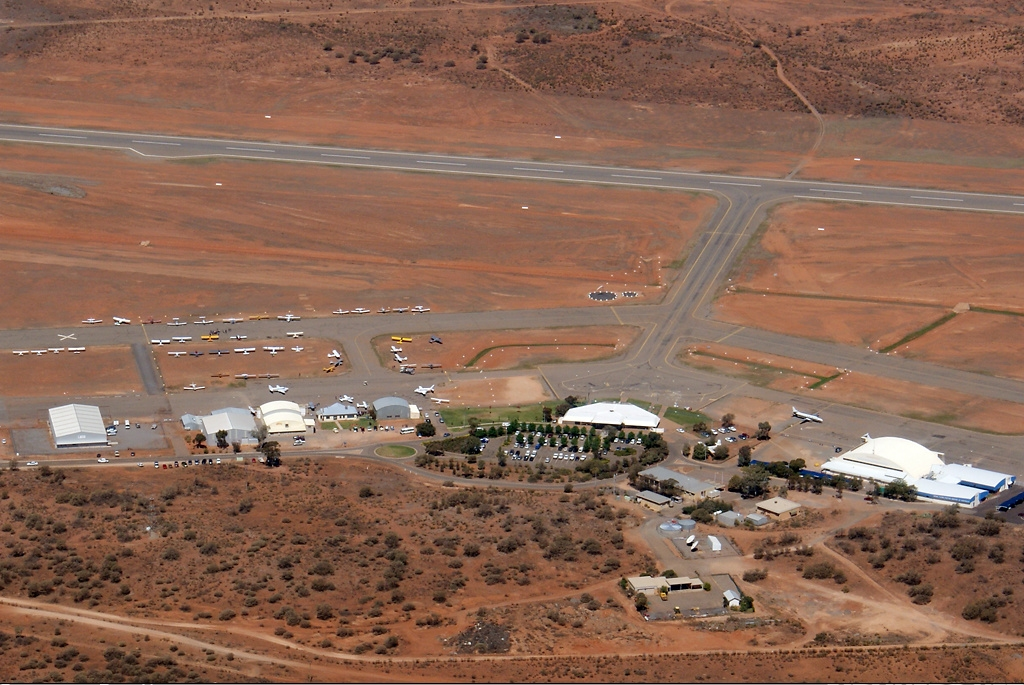
Broken Hill repülőtere

A Barrier Highway (A32) és a Silver City Highway (B79) kereszteződésénél fekszik. Az A32 számú főúton nyugati irányban Adelaide-ba, kelet felé pedig Cobar és Dubbo városokon keresztül Sydney-ig lehet eljutni. A B79 számú főúton dél felé Mildura városába, majd továbbhaladva Melbourbe felé lehet eljutni. Északi irányba nincs jelentősebb település, a főút a sivatagban Tibooburra nevű településen ér végett.
A Sydney és Perth között közlekedő Indian Pacific vasútvonal mindkét irányban hetente kétszer is megáll a városban. Sydney-vel van egy Countrylink vonatjárat, Dubbo felé pedig egy autóbuszjárat is.
A várostól 6 km-re található Broken Hill repülőtér (IATA: BHQ, ICAO: YBHI) az ausztrál Királyi Repülőorvosi Szolgálat délkeleti részlegének bázisaként szolgál.